# Mijail Zamotin
Mijail Andreyevich Zamotin –en ruso, Михаил Андреевич Замотин– (San Petersburgo, URSS, 14 de noviembre de 1937) es un deportista soviético que compitió en piragüismo en la modalidad de aguas tranquilas. 
Participó en los Juegos Olímpicos de México 1968, obteniendo una medalla de bronce en la prueba de C2 1000 m. Ganó tres medallas en el Campeonato Mundial de Piragüismo, en los años 1963 y 1966, y cinco medallas en el Campeonato Europeo de Piragüismo entre los años 1963 y 1969.

## Palmarés internacional
| Juegos Olímpicos   | Juegos Olímpicos          | Juegos Olímpicos  | Juegos Olímpicos |
| Año                | Lugar                     | Medalla           | Competición      |
| ------------------ | ------------------------- | ----------------- | ---------------- |
| 1968               | Ciudad de México (México) | Medalla de bronce | C2 1000 m        |
| Campeonato Mundial |                           |                   |                  |
| Año                | Lugar                     | Medalla           | Competición      |
| 1963               | Jajce (Yugoslavia)        | Medalla de oro    | C1 10 000 m      |
| 1963               | Jajce (Yugoslavia)        | Medalla de plata  | C2 1000 m        |
| 1966               | Berlín Oriental (RDA)     | Medalla de bronce | C1 10 000 m      |
| Campeonato Europeo |                           |                   |                  |
| Año                | Lugar                     | Medalla           | Competición      |
| 1963               | Jajce (Yugoslavia)        | Medalla de oro    | C1 10 000 m      |
| 1963               | Jajce (Yugoslavia)        | Medalla de plata  | C2 1000 m        |
| 1965               | Bucarest (Rumania)        | Medalla de plata  | C1 10 000 m      |
| 1965               | Bucarest (Rumania)        | Medalla de plata  | C2 1000 m        |
| 1969               | Moscú (URSS)              | Medalla de plata  | C2 10 000 m      |